# Policía Nacional de Nicaragua
La Policía Nacional de Nicaragua (PN) es la institución de carácter civil, encargada de garantizar la seguridad y el orden público en el territorio nicaragüense. Establecida en 1979, con el triunfo de la Revolución Sandinista, se funda La Policía Sandinista, como el primer cuerpo policial en la historia de Nicaragua, forma parte del Ministerio del interior Nicaragua. 

## Historia
Tras el "Repliegue Táctico hacia Masaya", mientras el FSLN avanzaba victorioso contra la dictadura de Anastasio Somoza Debayle, en las zonas del país que pasaban a estar bajo el control sandinista, los combatientes empezaron a ejercer labores de policía, garantizando el orden, controlando la actividad delictiva y regulando el tránsito, entre otras actividades de seguridad y orden público.
Luego del triunfo de la Revolución del 19 de julio de 1979, el Estatuto Fundamental del 20 de julio del mismo año, en su Artículo 23, declaró disuelta la Guardia Nacional (GN), la Oficina de Seguridad Nacional (OSN) y el Servicio de Inteligencia Militar (SIM); dicho estatuto fue rubricado por la Junta de Gobierno de Reconstrucción Nacional (JGRN).

### Policía Sandinista
La institución oficialmente fue fundada el 5 de septiembre del mismo año, aunque, fue con el Decreto n.º 559, de 1980, Ley de Funciones Jurisdiccionales de la Policía Sandinista, mediante la cual le fueron asignadas sus funciones.
Inicialmente, con el apoyo de asesores panameños, se entrenó la primera generación de policías en la academia policial llamada "Escuela de Entrenamiento Básico Militar", actual Academia de Policía "Walter Mendoza". De 1982 a 1988 fue un periodo marcado por la prioridad de la defensa militar a causa del conflicto bélico. La policía sandinista daba apoyo administrativo y operativo a las tropas del Ministerio del Interior.

### Policía Nacional
Entre 1989 y 1992, en un periodo de transición a la paz, la Policía Sandinista cambió su uniforme de camisa crema y pantalón verde olivo por uno de camisa celeste y pantalón azul oscuro así como también se cambió su nombre a Policía Nacional. 

### Profesionalización
El Decreto Ejecutivo n.º 45-92 definió las funciones, la administración y la carrera policial. En 1992 la Ley n.º 144, Ley de Funciones de la Policía Nacional, define nuevas funciones de la instituciones.
El periodo 1993-1997 estuvo marcado por el fortalecimiento de la policía mediante las reformas constitucionales de 1995 seguidas la Ley n.º 228 de 1996, del 31 de julio de 1996 y su regulación mediante el Decreto Presidencial n.º 26-96 del 25 de octubre de 1996.
Con la Ley n.º 228 se definió la visión, misión y funciones de la Policía Nacional creando una estructura con dirección nacional bajo el mando de una jefatura nacional, de acuerdo a lo estipulado en la Constitución, leyes y reglamentos. 
En 1990 el números de efectivos policiales disminuyó a 7,400 y a partir de [2000]] se realizó un plan de modernización con la ayuda del gobierno de Suecia, iniciando el incremento del número de efectivos en más de 10 mil.

## Principales logros

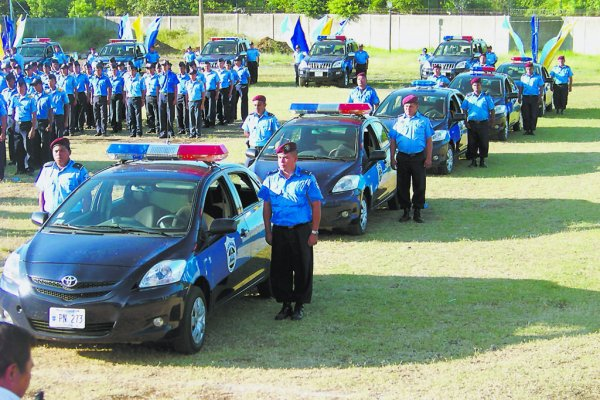
Policía de Nicaragua.

Los resultados del programa de modernización fueron altamente positivos, pero no cumplieron con todas las expectativas, especialmente debido a la falta de presupuesto, de ahí la formulación del "Plan Estratégico (2005-2009)" que sintetizó estrategias y acciones que la institución policial desarrolló de manera eficiente y efectiva para cumplir con la misión, la visión y los mandatos que la Constitución y otras leyes asignan.
En abril de 2013, la Policía Nacional de Nicaragua logró capturar a Eric Justin Toth, un fugitivo estadounidense buscado por el FBI, por posesión de pornografía infantil. Toth fue arrestado en la ciudad de Estelí, al norte de Nicaragua, el 10 de abril de 2013. Al momento de ser capturado, Toth había reemplazado a Osama Bin Laden en la lista de los diez fugitivos más buscados por el FBI.
En 2013, el índice de seguridad ciudadana "Índice de Ley y Orden de 2013" (Law and Order Index 2013) elaborado por la firma Gallup, posicionó a Nicaragua como el país más seguro de Latinoamérica. Este informe tomaba en cuenta la confianza en la policía local. Michael Shifter, presidente del centro de estudios Diálogo Interamericano con sede en Washington, dijo a la agencia EFE, que en Nicaragua, a pesar de ser uno de los países más pobres de la región, las autoridades locales son bastante "respetadas por mantener el orden".
Según el Índice de Paz Global (GPI 2014), del Institute got Economics and Pieace (IEP), publicado en 2015, Nicaragua era el sexto país más seguro Latinoamérica y el Caribe ubicándose en la posición número 58 en dicho índice, que evalúa los gastos militares, relaciones con países vecinos, cantidad de homicidios, crimen organizado y respeto por los derechos humanos.
De acuerdo al Programa de las Naciones Unidas para el Desarrollo, Nicaragua era el país más seguro de Centroamérica con una tasa de homicidios de 8,7 por cada cien mil habitantes, solamente por detrás de países latinoamericanos como Chile (2 por cada 100 000), Argentina (5,8 por cada 100 000), Uruguay (6,1 por cada 100 000), y por delante de Costa Rica (8,9 por cada 100 000) y Perú (9 por cada 100 000).
Por el contrario, los países vecinos del llamado "triángulo del norte", una de las zonas más violentas de América, registran por cada 100 000 habitantes:
- Honduras 90,4
- Belice 44,7
- El Salvador 41,2
- Guatemala 39,9

Este informe analizó en profundidad el fenómeno de la seguridad ciudadana, estudia experiencias exitosas y propone recomendaciones concretas para mejorar las políticas públicas. Pablo Mandeville, representante Residente del Programa de las Naciones Unidas para el Desarrollo (PNUD), afirmó:
"Nosotros esperamos y confiamos que las autoridades nacionales harán una lectura reflexiva del contenido del estudio para que ayude a Nicaragua a continuar avanzando."

## Mujeres en la Policía Nacional
Con cerca del 35% de mujeres entre sus integrantes, Nicaragua tiene uno de los índices más altos del número de mujeres en uno de los cuerpos de policía en el mundo. De un 17% en la década de 1990 subió a un 30% a partir de la década del 2000, debido a que el gobierno le dio prioridad a la igualdad de género en las instituciones del Estado.

## Directores generales de la Policía Nacional[8]
- Comandante Guerrillero y de Brigada René Vivas Lugo (1979-1982 y 1989-1992).
- Comandante Guerrillero y de Brigada Walter Ferreti Fonseca (1982-1985).
- Comandante Doris Tijerino Haslam (1985-1988).
- Primer Comisionado Fernando Caldera Azmitia, director general PN (1992-1996).
- Primer Comisionado Franco Montealegre, director general PN (1996-2001).
- Primer Comisionado Edwin Cordero Ardila, director general PN (2001-2006).
- Primer Comisionado Aminta Granera Sacasa, directora general PN (2006-2018).
- Primer Comisionado Francisco Díaz Madriz, director general PN, (2018-actual)

## Acusaciones y sanciones
El 28 de junio de 2018, a propósito de las acusaciones contra la Policía Nacional por violaciones contra los derechos humanos, el Gobierno de los Estados Unidos exigió al Gobierno de Nicaragua la devolución de los vehículos policiales que habían sido suministrados a la Policía Nacional de Nicaragua. El Gobierno de Nicaragua cumplió la exigencia y entregó 4 camionetas Toyota y un autobús.
En marzo de 2020 el Departamento del Tesoro de los Estados Unidos sancionó a la Policía Nacional de Nicaragua, alegando que la institución habría cometido abusos contra los Derechos Humanos, incluyendo denuncias del uso de munición real contra manifestantes opositores, participación en escuadrones de la muerte durante el desmantelamiento de los tranques (barreras que impedían la circulación en ciudades y carreteras), asesinatos extrajudiciales, desapariciones y secuestros. Además de las sanciones, tres funcionarios de la intuición fueron incluidos en la lista negra de OFAC.